# Affiloir de Gargantua
L'affiloir ou pierre de Gargantua est un menhir situé près du hameau du Grand Douit sur la commune de Craménil, dans le département français de l'Orne.

## Description
Le menhir est en granite. Il mesure 3,30 m de hauteur.

## Historique
L'édifice fait l’objet d’un classement au titre des monuments historiques en 1889.